# Asa Hull
Asa Hull, född i januari 1828, död 1917, verksam i Boston och New York i USA, var en sångboksutgivare och kompositör. Han finns representerad i 1986 års psalmbok med tonsättningen av ett verk (nr 139).

## Psalmer
- Den stunden i Getsemane (1986 nr 139) tonsatt 1867